# Voice Group Call Service
Der Voice Group Call Service (VGCS, engl. für Gruppenanruf-Dienst) ist ein Dienst in GSM-Mobilfunknetzen, der es den Teilnehmern ermöglicht, mit mehreren anderen Teilnehmern gleichzeitig zu kommunizieren.

## Beschreibung
Der Dienst erlaubt eine sprachbasierte Kommunikation einer vordefinierten Gruppe von Teilnehmern im Halb-Duplex-Modus – das bedeutet, dass immer nur ein Teilnehmer eines Gruppenanrufs sprechen kann. Nur bestimmte Gruppenmitglieder haben die Berechtigung, VGCS-Anrufe aufzubauen. Es werden spezielle Mobiltelefone benötigt, die den VGCS unterstützen. Der VGCS funktioniert grundsätzlich anders als Push-to-Talk over Cellular und sollte mit diesem nicht verwechselt werden.
Eine erste Anwendung fand dieser Dienst in den Netzen der europäischen Bahn-Netzbetreiber.

## Funktion
Jede Anrufgruppe besitzt eine eindeutige Kennung. Die Endgeräte führen im SIM eine Liste der Anrufgruppen, in denen der Teilnehmer Mitglied ist, außerdem eine Liste mit Kennungen der Gruppenanrufe, die angenommen werden sollen. Diese Liste kann im Endgerät bearbeitet werden.
Zur Information der Endgeräte über einen Gruppenanruf wird ein spezieller Kanal benötigt – der Notification Channel (NCH).
Das MSC führt eine Liste mit Teilnehmern, die berechtigt sind an einem speziellen Gruppenanruf teilzunehmen. Außerdem wird im MSC entschieden, in welchen Zellen ein bestimmter Gruppenanruf ausgesendet wird. Das MSC entscheidet weiterhin auf First-Come-First-Served-Basis über die Vergabe des Uplinks.
Das Netz kann einen Gruppenanruf sehr ressourcenschonend abwickeln, da immer nur ein Teilnehmer des Gruppenanrufs sprechen kann. Deshalb wird, unabhängig von der Anzahl der Anrufteilnehmer, nur ein Uplink- und ein Downlinkkanal pro Funkzelle benötigt.
Neben den mobilen Teilnehmern kann für jede Anrufgruppe eine begrenzte Anzahl von Teilnehmern im Festnetz definiert werden.
Sobald sich ein Endgerät in einer Zelle befindet, in der ein Gruppenanruf übertragen wird, überprüft das Endgerät die Kennung des Gruppenanrufs. Ist diese Kennung in der Liste der anzunehmenden Gruppenanrufe enthalten, baut das Endgerät eine Verbindung auf und beginnt die im Downlink übertragenen Sprachdaten wiederzugeben. Dem Benutzer wird der aktive Gruppenanruf signalisiert.
Führt der Benutzer gerade ein Gespräch, wird das Vorhandenseins eines Gruppenanrufs signalisiert. Falls im Mobilnetz eMLPP implementiert ist, kann, abhängig von der Konfiguration, das gerade geführte Gespräch verdrängt werden.